# Alekszej Vasziljevics Guszarov
Alekszej Vasziljevics Guszarov (oroszul: Алексей Васильевич Гусаров) (Leningrád, Szovjetunió, 1964. július 8. –) orosz olimpiai- és világbajnok, Stanley-kupa győztes jégkorongozó, hátvéd. Az NHL-ben a Quebec Nordiques, a Colorado Avalanche, a New York Rangers és a St. Louis Blues csapataiban szerepelt. Tagja a Triple Gold Clubnak.
Guszarov az SKA Leningrád csapatában szerepelt először a szovjet élvonalban, majd csatlakozott a korszak egyik legjobb klubcsapatához, a CSZKA Moszkvához. Hét éven keresztül volt a klub játékosa. Ebben az időszakban a szovjet válogatottal 1988-ban, Calgaryban olimpia bajnok lett, 1986-ban, 1989-ben, 1990-ben és 1991-ben világbajnoki címet szerzett. A tehetséges védőt az 1988-as NHL-drafton 213. helyen választotta ki a Quebec Nordiques, melyben az 1990-91-es szezonban mutatkozhatott be.
Hátvédként a Quebec egyik legbiztosabb játékosa lett és hozzásegítette őket ahhoz, hogy az NHL egyik leggyengébb csapatából az 1994-95-ben szezonban az alapszakasz legjobbja legyen. A következő szezonban Guszarov a Coloradoba költöző csapattal tartott. 1996-ban a Colorado Avalanche tagjaként Stanley-kupa győztes lett. Majd 1998-ban orosz válogatottként az olimpiáról ezüstéremmel térhetett haza.
2000 decemberében a New York Rangershez csatlakozott, de új csapata nem került be a playoffba, így innen St. Louis Blueshoz távozott. A playoffban hasznos tagja volt csapatának, amely a konferenciadöntőig jutott. Itt a Colorado állta útját a Bluesnak. A szezon után Guszarov, olimpiai- és világbajnokként, a Stanley-kupa győzteseként vonult vissza.

## Díjai
- JEB All-Star Team: 1982
- Legjobb hátvéd a junior EB-n: 1982
- JVB All-Star Team: 1984
- Legjobb hátvéd a junior VB-n: 1984